# Borsig Bn2t 11453 i 11458

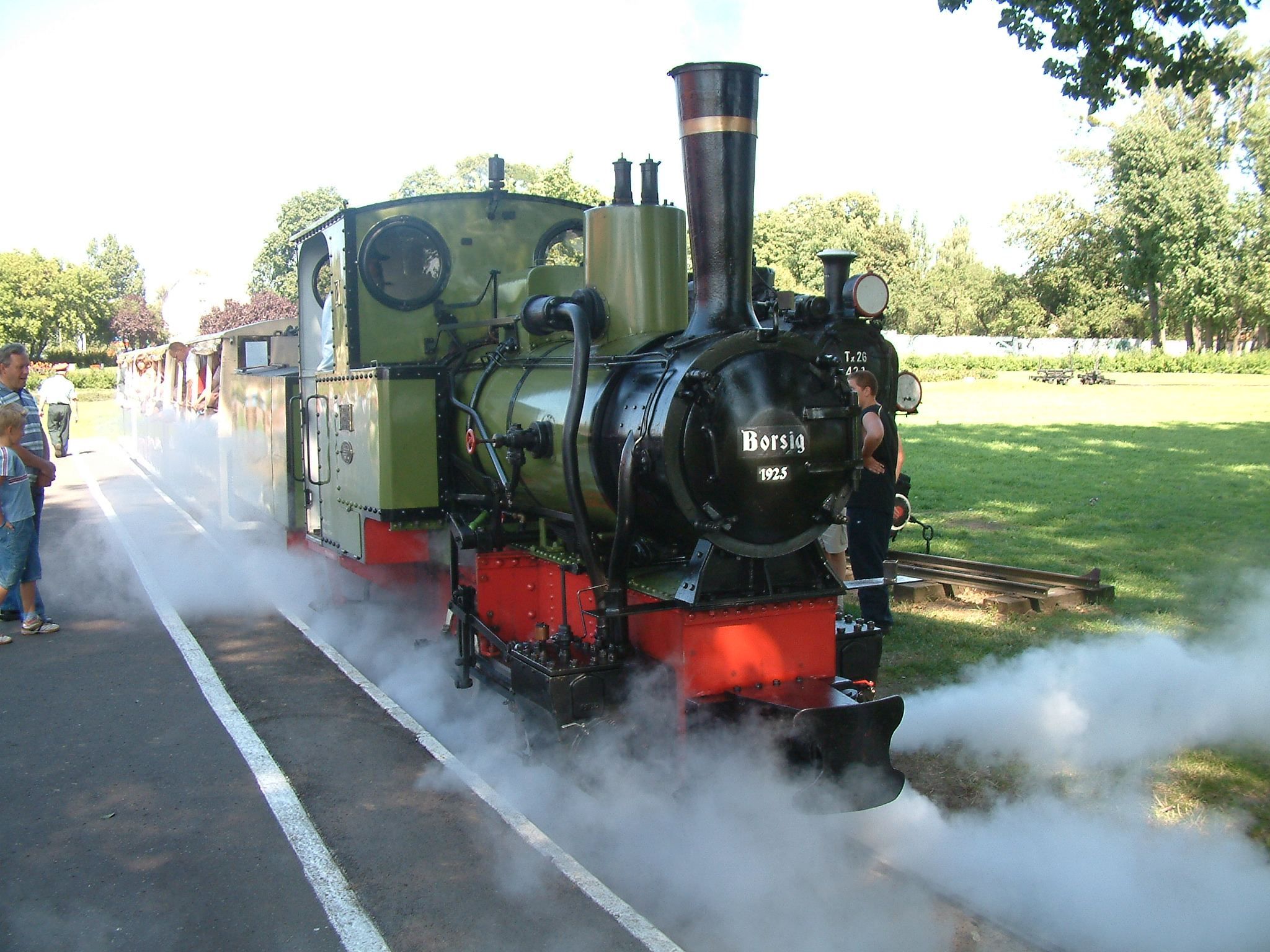
Ruszający ze stacji „Maltanka” pociąg ciągnięty przez parowóz Bn2t 11458

Borsig Bn2t 11453 i 11458 – dwuosiowe parowozy wąskotorowe wyprodukowane w niemieckiej firmie August Borsig Berlin-Tegel w latach 20. XX wieku. Oznaczenie Bn2t oznacza rodzaj parowozu – tendrzak o układzie osi B, z dwucylindrowym silnikiem bliźniaczym na parę nasyconą. Oba zostały zachowane do chwili obecnej; numer 11458 jeździ na  Kolejce Parkowej Maltanka.

## Historia
Niemiecka wytwórnia August Borsig Berlin-Tegel w latach 1920–1930 zbudowała 215 dwuosiowych wąskotorowych parowozów przemysłowych na parę nasyconą na tor szerokości od 590 mm do 1000 mm, z czego 73 na tor 600 mm. Nabywane były przez zakłady przemysłowe, koleje prywatne lub duże gospodarstwa.

## Egzemplarze

### Borsig Bn2t 11453
Parowóz Borsig o numerze fabrycznym 11453 został zbudowany i sprzedany 6 lutego 1924 roku. Pierwotnie był wykonany na tor o rozstawie 620 mm. Pierwszym właścicielem była Dyrekcja Kopalń i Hut Księcia Donnersmarcka w Świętochłowicach. Rozstaw osi w toku służby zmieniono na 600 mm. Po II wojnie światowej eksploatowany do 1977 w Zakładach Azotowych Chorzów jako numer 1. Razem z parowozem nr 11458, przed 1 czerwca 1979 roku został odnowiony i ustawiony jako pomnik w parku przyzakładowym, gdzie jednak podlegał dewastacji. W 1992 roku został nabyty przez Poznański Klub Modelarzy Kolejowych. Od 2006 roku po odnowieniu stanowi pomnik przy Fabryce Pojazdów Szynowych w Poznaniu, bez oznaczeń

### Borsig Bn2t 11458
Parowóz Borsig o numerze fabrycznym 11458 został zbudowany w 1925 dla firmy handlowej Walter Höene w Berlinie, która swoją lokomotywę odebrała 13 lutego tego samego roku. Następnie sprzedano go ziemianinowi S.J. Jerelowskiemu z Obrzycka nad Wartą. Używany był do budowy wałów przeciwpowodziowych wzdłuż Warty. Po II wojnie światowej eksploatowany do 1977 w Zakładach Azotowych Chorzów jako numer 2. Wraz z parowozem nr 11453, przed 1 czerwca 1979 roku został odnowiony i ustawiony wraz z wagonem jako pomnik w parku przyzakładowym, gdzie podlegał dewastacji. Przekazany następnie w 1992 roku Poznańskiemu Klubowi Modelarzy Kolejowych i dzięki staraniom tego klubu od 1994 był remontowany w Fabryce Pojazdów Szynowych H. Cegielski w Poznaniu (kocioł – w ZNTK w Pile). W czerwcu 1999 roku został wyremontowany i 22 września 1999 roku skierowany do służby na Kolejce Parkowej Maltanka w Poznaniu. W styczniu 2021 został przekazany przez Poznański Klub Modelarzy Kolejowych do MPK Poznań.
Poza Maltanką, parowóz uczestniczy czasem w imprezach kolejowych na terenie Polski, np. zlotach miłośników kolei wąskotorowych w Białośliwiu w maju/czerwcu 2013 i lipcu 2017 roku.

#### Tender Zt 5001

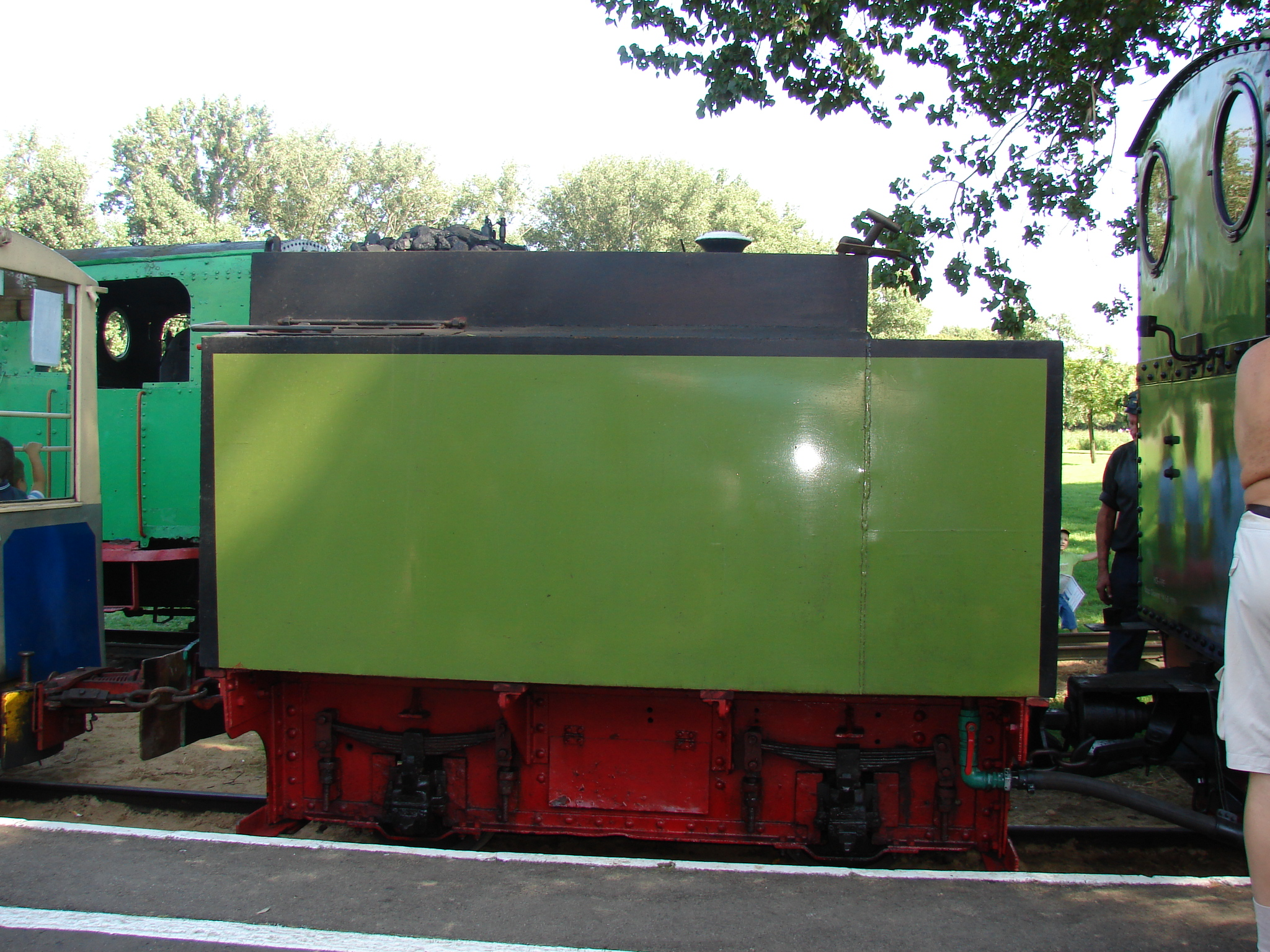
tender przed wykonaniem oznaczeń

W roku 2001 parowóz nr 11458 otrzymał dodatkowo tender. Oznaczenie tendra „Zt” świadczy o oddzielności tendra od parowozu, z kolei „5001” to numer inwentarzowy przeznaczony dla toru szerokości 600 mm.